# دوغان هولدینگ
دوغان هولدینگ (به ترکی استانبولی: Doğan Holding) شرکت خوشه‌ای ترکیه‌ای است، که در حوزه‌های رسانه‌های گروهی، انرژی، املاک و مستغلات، خرده‌فروشی، گردشگری و خدمات مالی فعالیت می‌کند. 
شرکت دوغان هولدینگ در سال ۱۹۸۰ توسط آیدین دوغان تأسیس شد. این شرکت هم‌اکنون دارای سهام در شرکت‌های پترول اوفیسی، گارانتی بانک، ترکیه ایش بانکاسی، روزنامه حریت، روزنامه پستا، کانال دی و دوغوش هلدینگ می‌باشد.
دفتر مرکزی این شرکت در شهر استانبول، ترکیه قرار دارد و بخشی از سهام آن در بازار بورس استانبول معامله می‌شود.